# Strzelba Winchester 1200
Winchester 1200 oraz Winchester 1300 – amerykańska strzelba powtarzalna typu pump action, kalibru 12-, 16- lub 20-gauge, która produkowana była przez Winchester-Western Division, należącej do Olin Corporation. Broń opracowana została w 1964 roku, jako następca strzelby Winchester Model 1912, do produkcji seryjnej weszła w roku 1965. Broń przeznaczona była zarówno na rynek cywilny jak i wojskowy.
Model 1200 ma możliwość zamocowania pod lufą bagnetu M1917, używanego do walki w zwarciu. Głównym założeniem konstrukcyjnym strzelby, było utrzymanie jej w standardzie TakeDown, co oznacza, że jest łatwa w transporcie oraz w utrzymaniu. Winchester 1200 to strzelba o szerokim przeznaczeniu. W zależności od wersji, używana jest przez myśliwych, policję, wojsko a także przez cywili - do szeroko pojętej samoobrony i ochrony posiadłości. Największą popularnością cieszy się model 1300 Defender, który wbrew swojej nazwie (ang. "obrońca") jest najbardziej uniwersalny.

## Historia
Wichester 1200 został wprowadzony do użytku w roku 1964, jako broń tania w produkcji w celu zastąpienia przestarzałej już konstrukcji Winchester 1912. Niewielkie jej ilości zostały nabyte w latach 1968 oraz 1969, przez US Army. Pomimo krótkiego stażu broni w armii, dowódcy dostali specjalne wytyczne, co należało zrobić ze strzelbą, w przypadku niebezpieczeństwa wpadnięcia broni w ręce nieprzyjaciela. Należało go rozłożyć na części pierwsze, a następnie unieszkodliwić w taki sposób, aby nie nadawał się do ponownego użycia w walce. Częściami strzelby, które musiały być zniszczone były: spust, magazynek, lufa, mocowanie bagnetu, ruchome łoże oraz osłona spustu. Wojskowa wersja modelu 1200 zasadniczo niczym nie różniła się od wersji cywilnej, oprócz wentylowanej osłony lufy oraz możliwości zamontowania bagnetu. Na przełomie lat 70. i 80., strzelbę zmodernizowano i od 1981 roku produkowana była już jako M 1300. Starszy model zniknął z oferty w 1983 roku, kiedy U.S. Repeating Arms Company zostało wykonawcą Winchester'a. Produkcję modelu 1300 zaniechano w roku 2006, kiedy to firma USRAC zbankrutowała. Pomimo upadku głównego producenta, część broni nadal produkowana jest pod tą samą nazwą marki, przez amerykańską firmę Browning Arms Company.

## Budowa
Winchester 1200 jest bronią przeładowywaną poprzez ruch łożem. Lufa strzelby, kalibru 12-gauge, ma długość (w zależności od wersji) od około 50 cm do około 70 cm. System ruchomego łoża, znany także jako pump-action, oznacza, że przeładowanie broni odbywa się poprzez równoległy względem lufy ruch łoża, wykonanego z drewna lub polimeru, nazywanego fore-end.

Fore-end zamocowany jest pod lufą, a ruch wykonuje się poprzez ręczne przysunięcie i odciągnięcie czółenka broni. Winchester 1200 maksymalnie może pomieścić 5 sztuk naboi – cztery znajdujące się w magazynku rurowym oraz jeden w komorze nabojowej. Winchester 1200 nie posiada zewnętrznego mechanizmu uderzeniowego. Strzelba jest typu TakeDown, co oznacza, że jest łatwa w transporcie oraz w utrzymaniu. Części metalowe strzelby wykonane są ze stali i stopu stali (w przypadku niektórych modeli, gdzie ważna jest niska masa broni stal zastępowana jest aluminium), a kolba, chwyt pistoletowy i czółenko z drewna lub polimeru.
Operacje przeładowania i napinania kurka wewnętrznego następują w wyniku ręcznego przesunięcia czółenkiem. W strzelbie zastosowano innowacyjne ryglowania zamka systemem Armor-Lock. Strzelba ryglowana jest przez obrót zamka, który w swojej przedniej części ma cztery rygle, które wchodzą podczas obrotu w odpowiednie wycięcia w ściance lufy. Taki system ryglowania powoduje to, że siły pojawiające się podczas strzału działają jedynie wzdłuż osi lufy. Układ ten wzmacnia konstrukcję i osłabia jednocześnie mechaniczne naprężenia występujące w komorze zamkowej. Poza tym zastosowanie tego systemu sprawia, że siła odrzutu działająca na zamek zostaje wykorzystana do odryglowania broni i nadania zamkowi prędkości, dzięki czemu po przeładowaniu czółenko samoczynnie wraca w tylne położenie. Po strzale i po ekstrakcji łuski strzelec musi ponownie przesunąć czółenko do przodu aby wprowadzić kolejny nabój do komory i zaryglować broń. Wygląda to nieco jak połowiczne działanie strzelby samopowtarzalnej. Przesuwamy czółenko w przód, a ono samo powraca w tylne położenie. Strzelba wyposażona jest w lufę cylindryczną z gładkim przewodem, jej długość jest zależna od modelu i wynosi od 457 do 711 mm. Broń zasilana jest z podlufowego magazynka rurowego o pojemności - w zależności od wersji - 5 lub 7 nabojów 12x76 (6 lub 8 nabojów 12x70). Okno wyrzutowe łusek umieszczone jest po prawej stronie komory zamkowej. Przed kabłąkiem spustowym zamontowany jest bezpiecznik kołkowy, blokujący mechanizm spustowy. Strzelba wyposażona jest w uproszczone przyrządy celownicze, szynę i słupkową muszkę. W zależności od życzenia użytkownika może być wyposażona w kolbę lub chwyt pistoletowy. Standardowo ma kolbę i czółenko wykonane z drewna, w sprzedaży są również strzelby z kolbami i czółenkami wykonanymi z czarnego polimeru.
Obecnie każdą strzelbę można skonfigurować według własnych potrzeb. Kilka firm w USA zajmujących się modernizowaniem broni produkuje mnóstwo części zamiennych: adaptery pod magazynki pudełkowe lub bębnowe, szyny montażowe, różnego rodzaju kolby stałe teleskopowe i składane, czółenka z chwytami przednimi i wiele innych dodatków.

## Czyszczenie i konserwacja
Konserwacja i regularne czyszczenie strzelby jest niezbędne do zapewnienia prawidłowego funkcjonowania mechanizmów i zapobiegania pojawianiu się rdzy na broni. Broń powinna być czyszczone za każdym razem, kiedy została wystawiona na działanie deszczu, śniegu, soli czy piasku. Ważne jest, aby upewnić się, że wszystkie zabrudzenia zostały usunięte, gdyż każde ciało obce w mechanizmach broni może doprowadzić do ich uszkodzenia lub zacięcia podczas strzelania. Przy czyszczeniu powinno się przetrzeć wszystkie metalowe elementy ściereczką nasączoną odpowiednim olejem do konserwacji broni – uchroni to strzelbę przed pojawianiem się na niej rdzy, ponadto działać to będzie jako smar. Elementy drewniane należy przetrzeć szmatką, lekko nasączoną preparatem do ochrony drewna i wytrzeć wszystkie zabrudzenia.

## Bagnet
Bagnet może być przymocowany do końca lufy modelu 1200, tylko w wersji produkowanej dla armii. Głównym zastosowaniem bagnetu razem z modelem 1200 jest walka w zwarciu, kontrola więźniów oraz użycie przez jednostki prewencyjne. Najczęściej używanym bagnetem był M1917. Po zakończeniu I wojny światowej, armia USA była w posiadaniu dużych ilości bagnetów M1917. Bagnet M1917 nie pasował do karabinów Springfield, więc zamiast pozbycia się ich postanowiono, że lepszym rozwiązaniem będzie przystosowanie nowych strzelb do zamontowania na nich starych bagnetów.

## Warianty
- Model 1200: model standardowy, mieszczący w magazynku 4 naboje
- Model 1200 Defender: model o zwiększonej pojemności magazynka rurowego, w którym mieści się 6 naboi
- Ted Williams Model 1200: standardowy model 1200, sprzedawany przez Sears, Roebuck and Company
- Model 1300: wersja nieco zmieniona z magazynkiem mieszczącym 5 naboi.
- Model 1300 Defender: wariant modelu 1300 ze zwiększonym – 6 nabojowym magazynkiem
- Model 1300 Marine: wariant modelu 1300 o zwiększonej pojemności magazynka; lufa i magazynek rurowy wykonane ze stali nierdzewnej.
- Various Model 1300 variants[6][7]
- Model 2200: Model 1200 o pełnej długości lufy, przeznaczony na rynek kanadyjski.

## Użytkownicy
- : Sztandarowy model Wichestera – 1300 Defender jest używany w małych ilościach przez armię Czech[8]